# Thor Lange (fodboldspiller)
 For alternative betydninger, se Thor Lange. (Se også artikler, som begynder med Thor Lange)
Thor Søndergaard Lange (født 4. august 1993) er en dansk-norsk professionel fodboldspiller, der spiller som forsvarsspiller i den norske klub Stabæk fotball. Lange har tidligere spillet for AC Horsens, Strømmen IF og Fremad Amager.